# Не купуй російське!
«Не купу́й росі́йське!» або «Бойкоту́й росі́йське!» — всеукраїнська громадянська кампанія бойкоту російських товарів і іншої комерції, що виникла як реакція на торговельну експортну блокаду України з боку Російської Федерації. Кампанія розпочалась 14 серпня 2013 року із закликів у соціальних мережах, які масово поширились в інтернеті. Згодом активісти провели акцію, після якої розпочали масове поширення листівок, плакатів, наліпок тощо. Кампанія втратила системний характер із початком Євромайдану в листопаді 2013 року. Однак, 2 березня 2014 року, після початку Анексії Криму та вторгнення до України російських військ, активісти оголосили про відновлення кампанії бойкоту. Засновником і організатором виступає рух «Відсіч».

## Причини виникнення

Черги фур з українськими товарами на під'їзді до кордону з Росією, 15 серпня 2013 року

Причиною початку кампанії активісти називають винесення 14 серпня 2013 року митною службою Російської Федерації до переліку «ризикових» усіх українських імпортерів. Зокрема той факт, що такі дії спричинили фактичну блокаду постачання товарів з України до Росії, через що на прикордонних перепускних пунктах з України до Росії стали утворюватися черги із сотень фур та залізничних вагонів з українськими товарами. Однак, активісти також вказують, що на прийняття такого рішення вплинули й попередні економічні війни проти України з боку Росії, зокрема: м'ясні, сирні, шоколадні та інші.

## Мета
У жовтні 2013 року активісти кампанії задекларували таку мету:

| «Мета кампанії з бойкоту російських товарів — привернути увагу до відверто недружньої політики Росії щодо України: українські товари забороняють, вбивають українських рибалок, вояки ЧФ РФ з автоматами захоплюють приміщення в Севастополі, а російські можновладці без упину лякають, що зроблять Україні ще гірше, якщо ми не відмовимося від євроінтеграції. Кампанія спонукає українську владу та підприємців шукати надійніших за Росію партнерів та переорієнтовувати український бізнес на країни, де торгують за чесними правилами — а це насамперед Євросоюз». |

## Назва
У вересні 2013 року за кампанією у ЗМІ та на ресурсах активістів закріпилась назва «Не купуй російське!» Зрідка кампанію називають «Бойкотуй російське!»

## Хід кампанії
Кампанію бойкоту російських товарів умовно можна поділити на дві хвилі. Перша тривала із серпня по листопад 2013 року. Друга почалася у березні 2014 року. У часовому проміжку між хвилями відбувалися події, пов'язані з Євромайданом, під час яких активні помітні дії щодо бойкоту російських товарів не відбувалися.

### Бойкот у 2013 році

#### Заклики у соціальних мережах
З 14 серпня 2013 року, з початком блокади, Громадянський рух «Відсіч» у соціальних мережах закликав бойкотувати російські товари у зв'язку з блокадою Росії українських товарів. Повідомлення масово поширилось соціальними мережами Активісти руху також почали розробляти та поширювати відповідні листівки, наліпки, стикери із закликами до бойкоту.

#### Акція під Адміністрацією Президента

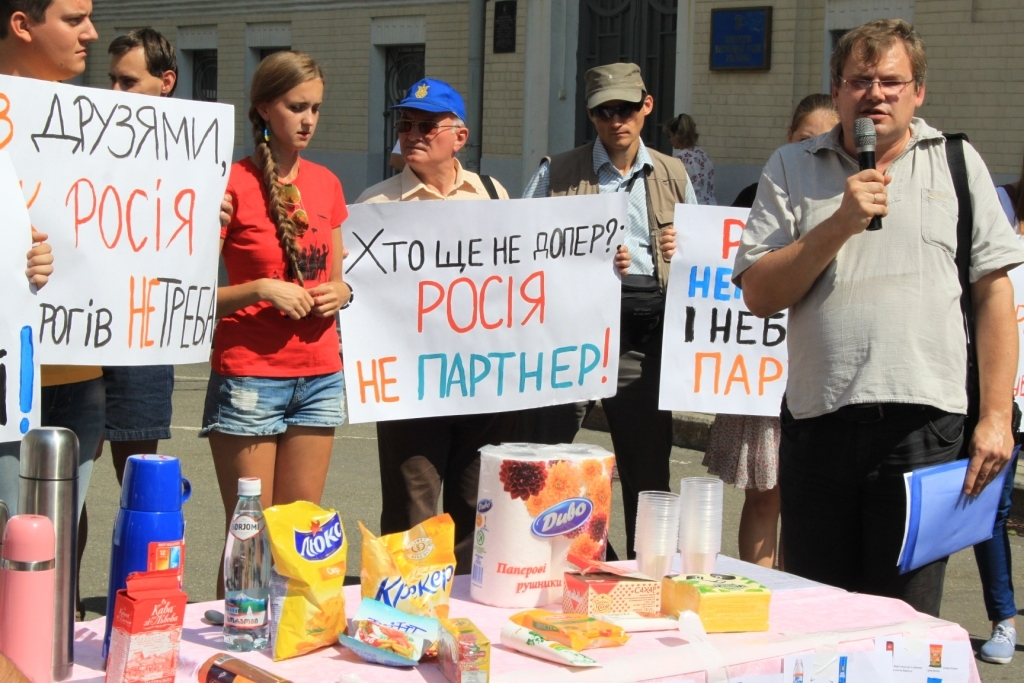
Акція руху «Відсіч» під Адміністрацією Президента України з вимогою адекватної відповіді України на торговельну блокаду Росією, 22 серпня 2013 року

22 серпня 2013 року активісти руху «Відсіч» під стінами Адміністрації Президента України провели акцію, під час якої оголосили про початок кампанії бойкоту російської продукції. Учасники акції влаштували на принесених столах невелику виставку українських товарів і розмістили поряд зображення з їхніми російськими аналогами. Активісти запрошували всіх перехожих скуштувати вітчизняні продукти, щоб переконатися, що вони нічим не поступаються російським. Учасники передали звернення до Президента Віктора Януковича, в якому зокрема містилася вимога не вважати Росію дружньою державою і надійним партнером та ухвалити всі необхідні для втілення в життя євроінтеграційних прагнень України закони. Крім того, активісти закликали президента використовувати у захисті інтересів України всі можливі міжнародні механізми (Стокгольмський арбітраж, СОТ), а також залучити міжнародну громадськість до моніторингу виконання Москвою угод щодо Чорноморського флоту Росії.

#### Всеукраїнське поширення
Активісти руху «Відсіч» розпочали широкомасштабну кампанію в інтернеті із залучення волонтерів та активістів до діяльності.
З 24 серпня 2013 року до початку Євромайдану вони масово поширювали листівки, плакати та наліпки із закликами бойкоту по Україні. Станом на 19 листопада поширення відбулися та/або відбувались у Бердичеві, Бершаді, Білій Церкві, Богуславі, Борисполі, Броварах, Вишнівці, Волочиську, Городні, Димитрові (нині Мирноград), Дніпропетровську (нині Дніпро), Донецьку, Дрогобичі, Житомирі, Жовкві, Збаражі, Івано-Франківську, Ірпені, Кам'янець-Подільському, Києві, Кіровограді (нині Кропивницький), Кременці, Левенцівці, Лозовій, Луганську, Луцьку, Львові, Монастириськах, Могилів-Подільському, Полтаві, Рівному, Тернополі, Овручі, Сумах, Одесі, Харкові, Херсоні, Червонограді, Черкасах, Чернівцях, Чернігові, Ялті та інших населених пунктах України.
Також відбулися розклеювання самоорганізованими активістами в Маріуполі, Нетішині та Ніжині, Сімферополі та Ялті.
13 вересня 2013 року у Донецьку за поширення листівок трьох активістів затримала міліція.
4 листопада 2013 року стало відомо, що активісти здійснили нічні графіті-малювання на тему бойкоту російських товарів у Києві.
9 листопада 2013 року у Києві на Майдані Незалежності активісти роздавали листівки під час концерту «Ми єдині», який організував «Український вибір» Віктора Медведчука. Активістам перешкоджали та на них нападали невідомі, намагалась перешкоджати і міліція.

#### Бойкот російських магазинів
19 жовтня 2013 року у Києві біля фірмових магазинів «O'stin» і «OGGI» активісти поширювали листівки із закликами не купувати товари у магазинах «O'stin», «OGGI» та «Sportmaster». За словами активістів, ці магазини мають російських власників, хоч і маскуються під західні бренди. Під час поширення активістам та журналісту перешкоджали охорона та адміністрація ТЦ «Глобус» на Майдані Незалежності.

#### Бойкот російських банків
16 листопада 2013 року у Києві активісти розпочали поширювати листівки із закликами не обслуговуватись у російських банках. Цього дня молоді люди поширювали листівки під відділеннями банків «Сбербанк Росії», «ВТБ» і «Альфа-Банк» на Хрещатику. Активісти зіштовхнулися з перешкоджаннями з боку представників «ВТБ» та приватної охорони.

### Бойкот у 2014 році
2 березня 2014 року, після початку «Кримської кризи» та військового вторгнення Росії до Криму, активісти ГР «Відсіч» на сторінках кампанії оголосили про відновлення бойкоту російських товарів:

| «В Україні товари загарбника мають гнити на полицях магазинів, російські банки мають збанкрутувати, російський бізнес має стати. Чи відмовлятися від російських мобільних операторів, соцмереж, потрібних ліків — вирішуйте на власний розсуд, пам’ятаючи, що бойкот має завдавати збитків загарбникові, а не нам самим. Борімося — поборемо! Нам Бог помагає! #stoprussia» |
Через декілька днів ініціативу підхопили львівські активісти. У березні бойкот підтримує Українська асоціація постачальників торговельних мереж. Також, окрім звичайних громадян та активістів, до бойкоту долучаються підприємці різного рівня. Зокрема, про бойкот російських товарів оголошують деякі мережі магазинів, деякі кінотеатри відмовляються від показів російських фільмів. Громадськість та організатори концертів бойкотують і скасовують концерти за участю російських митців, які підписували скандально відомий лист на підтримку дій президента Росії Володимира Путіна щодо російського вторгнення в Україну.
Громадяни поширюють ідею бойкоту російських товарів переважно шляхом публічних акцій, флешмобів, а також масово поширюючи агітаційні матеріали та створюючи відповідний контент в інтернеті. З березня активісти започатковують серію флешмобів «Російське вбиває!», які відбуваються у супермаркетах, російських кав'ярнях, магазинах, АЗС тощо. Також відбуваються акції: біля магазинів, у російських кав'ярнях, на російських АЗС, а також біля офіційних як державних, так і недержавних установ в Україні. Окрім того, активісти здійснюють тематичні розмалювання фарбами (балонами) по вулицях міст, а також інші заходи, спрямовані на бойкот російських товарів. Кампанію також підтримують активісти закордоном.

#### Флешмоби «Російське вбиває!»

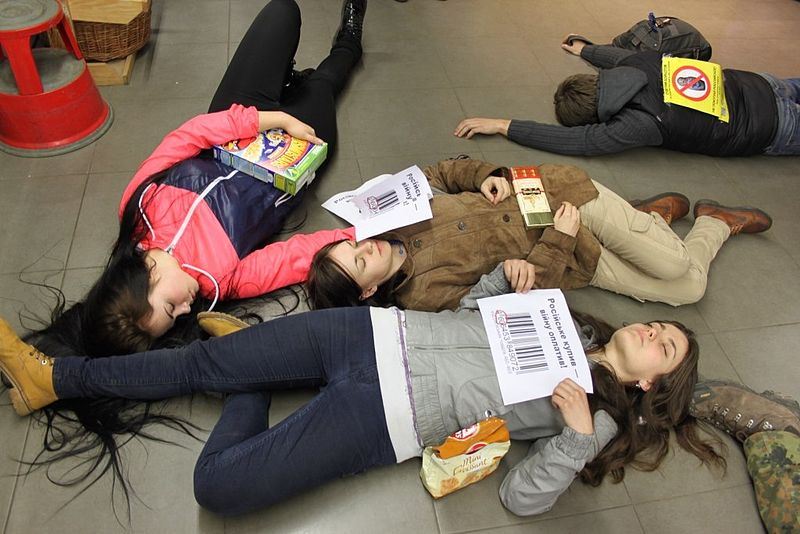
Флешмоб «Російське вбиває!» у супермаркеті із закликом не купувати російські товари, 15 березня 2014 року

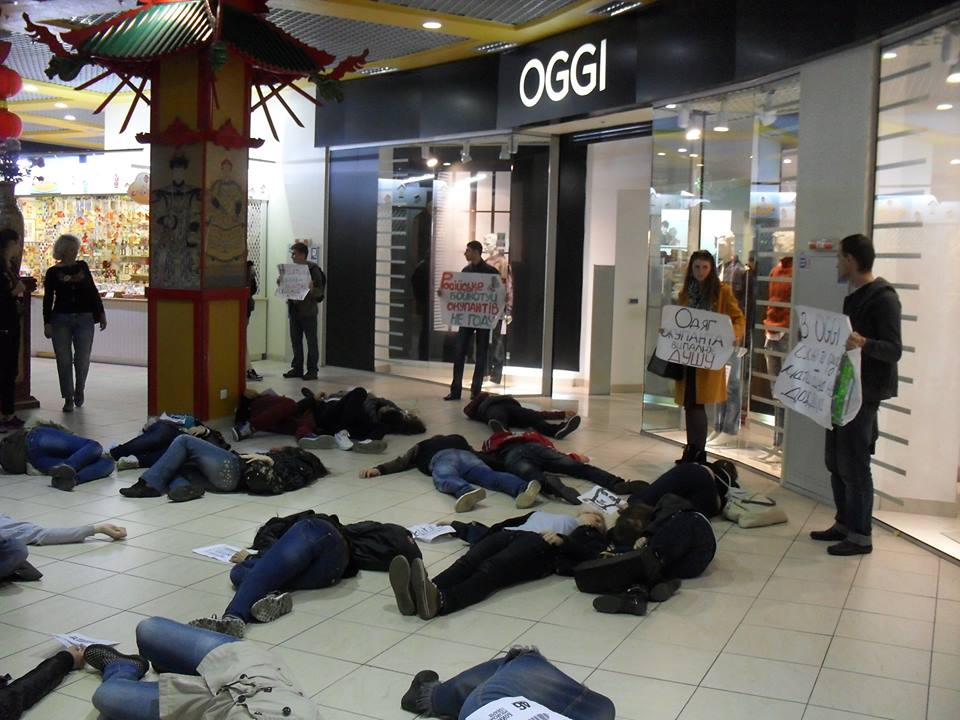
Флешмоб біля магазину «OGGI» у Києві, вересень 2014 року

З 15 березня 2014 року активісти Відсічі (пізніше — також інші активісти) проводять флешмоби «Російське вбиває!» у супермаркетах по Україні. Молоді люди одночасно у визначений час падають у магазинах. Активісти демонструють плакати, листівки, наліпки із закликами не купувати російські товари. Флешмоби відбулися та/або відбуваються у Білій Церкві, Броварах, Вінниці, Дніпропетровську, Житомирі, Києві, Львові, Кіровограді, Миколаєві (обласному центрові), Миколаєві (на Львівщині), Нікополі, Обухові, Одесі, Полтаві, Сумах, Харкові, Херсоні, Черкасах, Чернівцях.
5 квітня 2014 року у супермаркеті «Край» у Миколаєві під час проведення флешмобу «Російське вбиває!» на активістів напали охоронці та працівники магазину. Один з робітників намагався наїхати на голову учасника кампанії, а охорона та адміністратор закладу штовхали, били, тягали активістів за волосся. Активісти викликали міліцію та написали заяви про вчинення злочину. Повідомляють також про напади в декількох магазинах у Броварах, Києві та Харкові.
З початку квітня 2014 року активісти у Києві також проводять флешмоби «Російське вбиває!» під мобільними кав'ярнями, у/біля Макдональдсів, у трапезній НаУКМА «Академія». Активісти закликають не купувати чаї, що продаються у мобільних кав'ярнях, чаї та соуси у Макдональдсах, чаї та шоколадки у «Академії» тощо.
З липня 2014 року активісти проводять флешмоби у російських кафе та ресторанах, зокрема у закладах «Шоколадница», «Кофе Хауз», «Желтое море» та «Евразия». А з серпня — також у різних російських магазинах брендованого одягу, турагенціях тощо.
З грудня 2014 року активісти використовують ідею флешмобу в рамках кампанії «Бойкот російського кіно», переважно у поєднанні із пікетами та різними театралізованими дійствами.

#### Акції та перформанси
В рамках кампаній «Не купуй російське!» та «Бойкот російського кіно» активісти влаштовують акції протестів, пікетування тощо. Часто вони мають театралізований характер — у вигляді перформансів. Нерідко активісти використовують під час акцій ідею падіння людей додолу — за прикладом флешмобів «Російське вбиває!» Акції відбуваються під різними державними та недержавними установами в Україні, від дій та рішень яких можуть залежати питання, які порушують активісти кампаній. Також акції відбуваються в рамках бойкотування АЗС та банків — переважно під конкретними російськими автозаправними станціями та відділеннями банків (про ці акції описано в розділах «Відновлення бойкоту російських банків» і «Бойкот російських АЗС»).
9 квітня 2014 року активісти пікетували офіс «GS1 Україна» в Києві. Учасники кампанії висловились проти присвоєння російським товарам українських штрих-кодів.
21 квітня 2014 року у Львові в обливаний понеділок активісти провели акцію з виливання у зливостік російської горілки.
24 червня 2014 року у Києві активісти пікетували декілька російських закладів харчування. Молоді люди роздавали відвідувачам набої та листівки із поясненням своїх дій. За словами активістів, таким чином відвідувачі «фінансують власне вбивство».
З 29 червня 2014 року у Миколаєві активісти провели флешмоби зі зміненим сценарієм. Нібито ранених людей з антипутінськими плакатами вбивали «зелені чоловічки».
22 липня 2014 року активісти у Львові в одному із супермаркетів випустили мишей. Свою акцію пояснили тим, що супермаркет не виконав постанову Львівської міської ради про обов'язкове спеціальне маркування російських товарів та їхнє розміщення на окремих полицях, попри численні звернення активістів.
У серпні 2014 року в Кам'янець-Подільському продавці одного з місцевих ринків провели акцію, основною вимогою якої було маркувати російські товари у магазинах.
29 жовтня 2014 року у Києві під одним із магазинів російської мережі магазинів спортивного одягу «Спортмастер» активісти провели театралізовану акцію. Під час перформансу люди, які зображали російських солдатів, показово перед входом до магазину розстрілювали інших активістів, які падали, загородивши вхід до магазину. Блокування тривало приблизно одну годину. Раніше, 12 жовтня, схожу акцію активісти провели у Миколаєві.

#### Відновлення бойкоту російських банків
У 2014 році до бойкоту російських банків активісти стали закликати з відновленням кампанії на початку березня. Спочатку заклики поширювалися переважно в інтернеті та через агітаційні матеріали поруч із закликами бойкотувати решту російських послуг та товарів. У березні також траплялися й акції протестів проти російських банків. Заклики бойкотувати російські банки також почали лунати з боку окремих проукраїнських політиків в Україні.

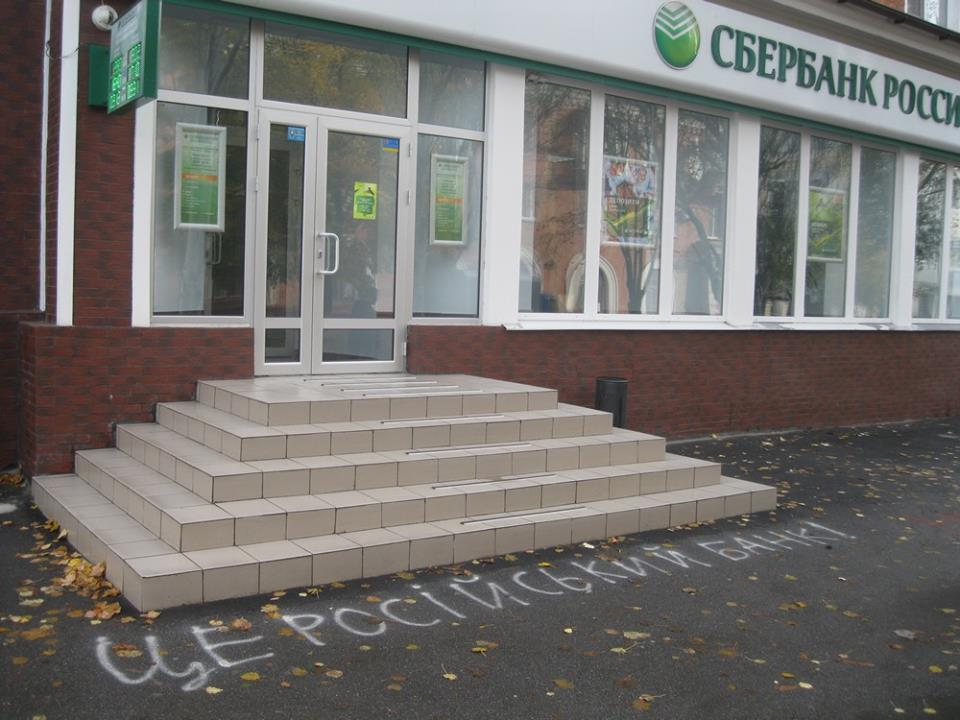
Напис «це російський банк» біля входу до відділення «Сбербанку Росії» в Олександрії

Починаючи з квітня 2014 року протестна активність громадян проти російських банків значно посилилась. З того часу по Україні протягом весни—літа біля відділень «Сбербанку Росії», ВТБ, «Альфа-Банку», «Промінвестбанку» та інших відбувалися різноманітні акції та пікетування. Час від часу вони супроводжувались блокуваннями, розмалюваннями фарбою, закидуванням яйцями та/або розбиттям вітрин банків.
17 квітня 2014 року Генеральний прокурор України Олег Махніцький повідомив про відкриття кримінального провадження щодо «Сбербанку Росії» за підозрою у фінансуванні акцій на сході та півдні України, після чого протестна активність проти цього російського банку посилилась.
24 квітня 2014 року у Києві біля центральних офісів та відділень «Сбербанку Росії», ВТБ та «Промінвестбанку» відбулася акція «Не плати окупантам», під час якої українців закликали бойкотувати російські банки. Незадовго до того стало відомо про масове розклеювання листівок проти російських банків від імені «Банківської сотні».
14 червня у Львові активісти бойкотували проведення фестивалю «Alfa Jazz Fest», організатором якого був російський «Альфа-Банк».
13 червня 2014 року шахтарі ПАТ «Євраз Суха Балка» на мітингу на підтримку вимог щодо підвищення заробітної платні вимагали розірвати договір з російським банком ВТБ. Як заявили шахтарі, вони не бажають обслуговуватися у банку з російським капіталом, щоби їхні гроші «не були використані для підтримки терористів на сході України».

#### Бойкот білоруських товарів

Розмалювання у Києві із закликом не купувати білоруське, 7 квітня 2014 року

Під час флешмобів 4 квітня 2014 року у Києві активісти заявили, що відтепер бойкот поширюватиметься і на товари країн, які підтримали дії Росії щодо України, зокрема голосуванням на засіданні ООН. Серед 10-ти таких країн опинилися Білорусь і Вірменія.
На початку квітня 2014 року активісти у Києві провели розмалювання балонами із закликами не купувати білоруські товари. Розмалювання відбулися переважно біля кіосків та магазинів із білоруськими товарами. За словами активістів, кіоски з білоруськими товарами належать особисто президентові Олександру Лукашенку.
13 квітня 2014 року стало відомо про заяву президента Білорусі Олександра Лукашенка, в якій він висловив негативне ставлення до ідеї перетворення України з унітарної на федеративну державу. Після цього повідомлень про проведення бойкоту білоруських товарів з боку активістів не було.

#### Бойкот російських АЗС
З 17 квітня 2014 року в Києві активісти С14 проводять акції біля/на російських АЗС із закликами не заправлятися там. Акції відбулися біля/на АЗС компаній «ТНК», «Formula» та «Лукойл» та інших у Вінниці, Дніпропетровську, Житомирі, Києві, Львові, Миколаєві, Полтаві, Луцьку, Ужгороді, Херсоні, Черкасах.
Також активісти поширюють листівки із закликами не заправлятися на російських АЗС. Окрім вказаних міст, станом на 7 травня 2014 року листівки поширили у Броварах.
25 квітня 2014 року у Києві біля АЗС «Лукойл» активісти провели акцію із закликом не купувати російський бензин і таким чином не фінансувати армію агресора. На передодні «гробків» активісти влаштували «поминальний пікнік» просто на в'їзді до заправки, заблокувавши в'їзд до неї та нагадавши таким чином, що «російське вбиває».
15 травня 2014 року відбулась всеукраїнська акція з бойкоту російських АЗС. Активісти у різних містах влаштовували театралізовані дійства, під час яких падали. Акції відбулися зокрема у Вінниці, Дніпропетровську (Дніпрі) (дві акції), Житомирі, Києві, Львові, Миколаєві, Херсоні, Черкасах.
Під час проведення акцій у Житомирі та Миколаєві активісти неодноразово стикалися з перешкоджаннями з боку міліції та приватної охорони.

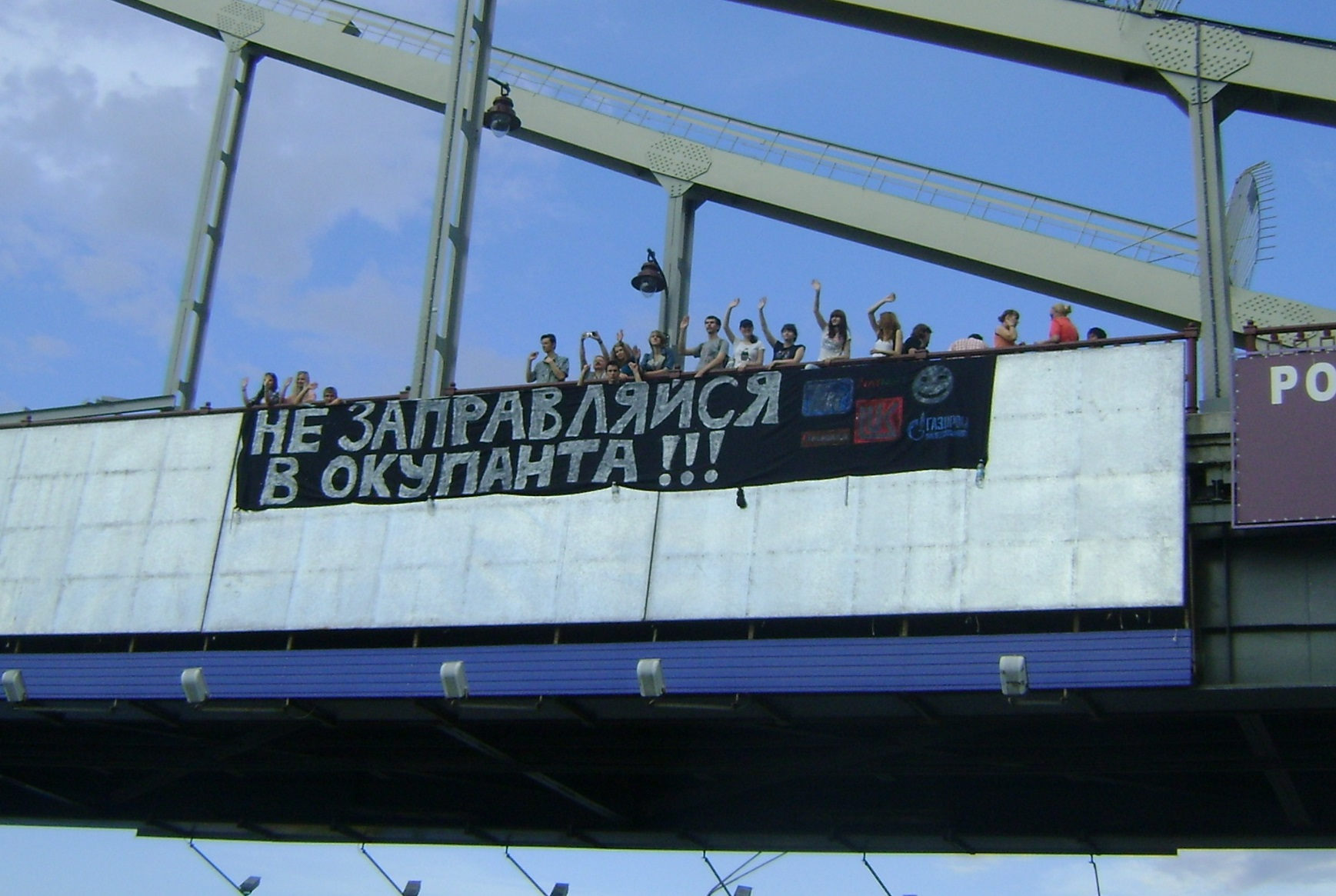
Банер «Не заправляйся в окупанта», 29 травня 2014 року

29 квітня 2014 року у Києві на Пішохідному мосту активісти вивісили банер із закликом «Не заправляйся в окупанта». На початку червня цей банер декілька разів з'явився на акціях активістів у Миколаєві.
6 червня 2014 року в Києві активісти провели розмалювання балонами, під час якого згадали про бойкот російських АЗС.
Влітку 2014 року одна з груп активістів під назвою «Бойкот російських АЗС» у Києві влаштовувала акції на російських АЗС, які зазвичай супроводжувались псуванням майна автозаправок. Група активістів складається із членів C14. 2 вересня міліція затримала активістів групи, коли ті прийшли на чергову акцію до однієї з АЗС «Лукойл».

#### Масове поширення поліграфічних матеріалів кампанії
Під час Євромайдану у 2014 році поширення листівок із закликами бойкотувати російські товари майже не було помічене. Відомо, що поширення відбувалось у лютому в Єнакієвому.
Активізувалось поширення листівок у деяких населених пунктах майже одразу із відновленням кампанії. Зокрема, у березні про це стало відомо у Луцьку та Енергодарі, пізніше — в Тернополі, Миколаєві.
У квітні 2014 року стало відомо, що у Луцьку та Обухові з'явилися білборди із закликами бойкотувати російські товари.

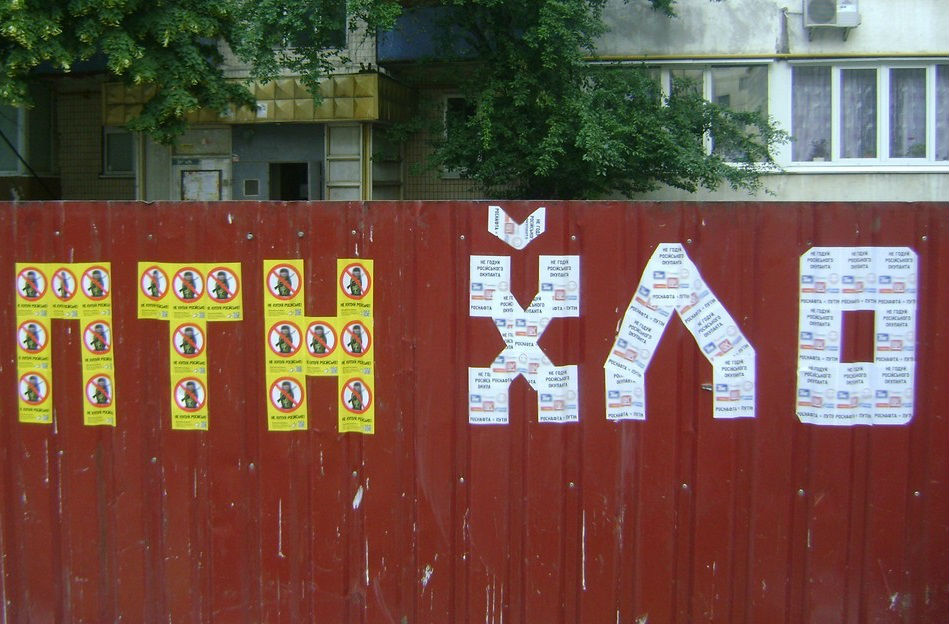
Напис «ПТН X̆ЛО» (скорочення від «Путін — хуйло»), викладений із наліпок кампанії, Бровари, 22 червня 2014 року

З 22 червня 2014 року активісти відновили масове поширення листівок, наліпок, плакатів кампанії. Окрім іншого, активісти поширюють списки російських товарів та брендів. Від серпня—вересня активісти паралельно також поширюють листівки, які окрім закликів до бойкоту мають заклики до допомоги українській армії. Поширення відбулися та/або відбуваються у майже всіх регіонах України, зокрема:
- на Волині (у Луцьку[215], Нововолинську[216], Шацьку[217]);
- на Вінниччині (у Вінниці[218], Барі, Балках[219], Бершаді, Гайсині, Жмеринці[220], Іллінцях, Калинівці, Козятині, Крижополі[221], Липовці[222], Літині, Могилів-Подільському, Мурованих Курилівцях, Немирові, Піщанці[223], Погребищах, Теплику, Томашполі, Тростянці)[224];
- на Дніпропетровщині (у Дніпропетровську (Дніпрі)[225], Аулах[226], Веселому Куті[227], Верхньодніпровську[228], Григорівці (Бунчужному)[227], Демуриному[229], Дніпродзержинську (Кам'янському)[228][230], Жовтих Водах[231], Зеленодольську[232], Зорі[229], Кривому Розі[233], Марганці, Межовій[230], Павлограді,[223] Підгородному[234], Синельниковому[235], Солоному[236], Терновому[235], Чаплиному[227]);
- на Донеччині (у Димитрові (Мирнограді))[237][238][239][240];
- на Житомирщині (у Житомирі[86][241], Володарськ-Волинському[242], Коростишеві[243][244], Малині[245], Радомишлі[246], Черняхові[247]);
- на Закарпатті (в Ужгороді[248], Іршаві[249], Міжгір'ї[250], Мукачевому[251], Перечині[252], Сваляві[247]);
- на Запоріжжі (у Запоріжжі[235][253], Бердянську[235], Гуляйполі[253], Дніпрорудному, Кам'янці-Дніпровському[254], Кирилівці[255], Мелітополі[223], Пологах[256][257], Приморську[258], Токмаку[259])[260];
- у Києві[261][262][263][264];
- на Київщині (у Білогородці[265], Богуславі[266], Борисполі[267], Броварах[268][269][270][271][272], Василькові[273], Вишневому[274], Землянці[223], Княжичах[275], Крюківщині[276][277], Любарцях[278], Обухові[247], Сквирі[279], Фастові[280], Яготині[281]);
- на Кіровоградщині (у Кіровограді, Користівці, Новій Празі, Олександрії[282], Пантаївці[283]);
- на Львівщині (у Львові, Мостиськах[284], Сколе[285]);
- на Миколаївщині (у Миколаєві[286][287], Новому Бузі[288], Первомайську[289][290], Снігурівці[291][292], Южноукраїнську (Південноукраїнську)[293]);
- на Одещині (в Одесі[294], Білгород-Дністровському[295], Роздільній[296]);
- на Полтавщині (у Полтаві[297][298], Лубнах[299], Миргороді[300], Нових Санжарах[223], Пирятині[301]);
- на Рівненщині (у Рівному[302][303], Дубному[304], Кузнецовську (Вараші)[305]);
- на Сумщині (у Сумах[306], Кролевці[307], Лебедині[308], Недригайлові[309], Ромнах[243], Середина-Буді[310], Шостці[311][312]);
- у Тернополі[313];
- на Харківщині (у Харкові[314], Змієві[315], Первомайському (Златополі)[316]);
- на Херсонщині (у Херсоні[317][318], Голій Пристані[235][288], Козацькому[318], Новій Каховці[319], Цюрупинську (Олешках)[320]);
- на Хмельниччині (у Хмельницькому[321], Шепетівці[300]);
- на Черкащині (у Черкасах[322], Ватутіному (Багачевому)[323], Катеринополі (Калинополі)[324], Петраківці[324], Тальному[308]);
- на Буковині (у Чернівцях[325], Вижниці[223], Хотині[326]);
- на Чернігівщині (у Чернігові[327], Городні[328][329], Козельці[328][330], Корюківці[330], Ніжині[330][331], Новгород-Сіверському[332], Прилуках[333], Семенівці[330]).

Також наліпки помітили у вагонах електропоїздів Укрзалізниці на напрямках Київ—Ніжин, Київ—Фастів та Львів—Мостиська.

#### Бойкот російського кіно

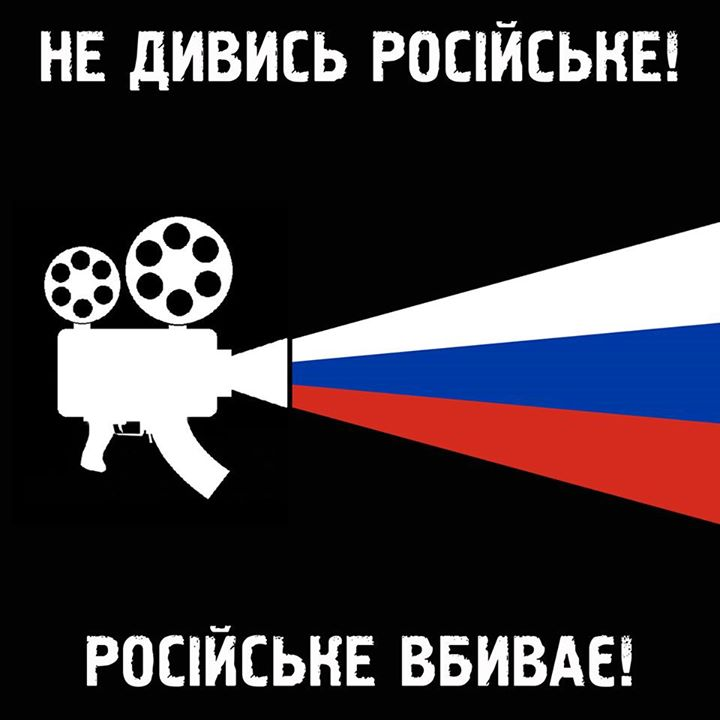
Агітаційний плакат активістів кампанії

У березні 2014 року, з відновленням кампанії «Не купуй російське!», громадські активісти та деякі політики починають закликати до бойкоту російських серіалів і телебачення. Про перший помітний випадок бойкоту російського кіно під час кампанії стало відомо 11 квітня 2014 року. Тоді деякі кінотеатри Києва, Львова й Одеси оголосили, що не показуватимуть російських фільмів. Пізніше траплялися окремі випадки протестів чи інших заходів, наприклад, проти акторів або режисерів кіно, які підписали звернення на підтримку дій президента Володимира Путіна в Криму та Україні.
У кінці серпня 2014 року активісти кампанії «Не купуй російське!» в інтернеті починають масово поширювати повідомлення, зображення тощо із закликами не дивитися російське кіно. З вересня відбуваються акції з вимогами заборонити російське кіно, а також моніторинги контенту ефірів українських телеканалів. З того часу тему активно коментують політики, експерти, громадські та культурні діячі. Питання намагаються врегулювати законодавчо, а компетентні державні органи частково забороняють російський кінопродукт для показу та поширення в Україні.
Дії в рамках кампанії продовжились і у 2015 році.

#### Інше

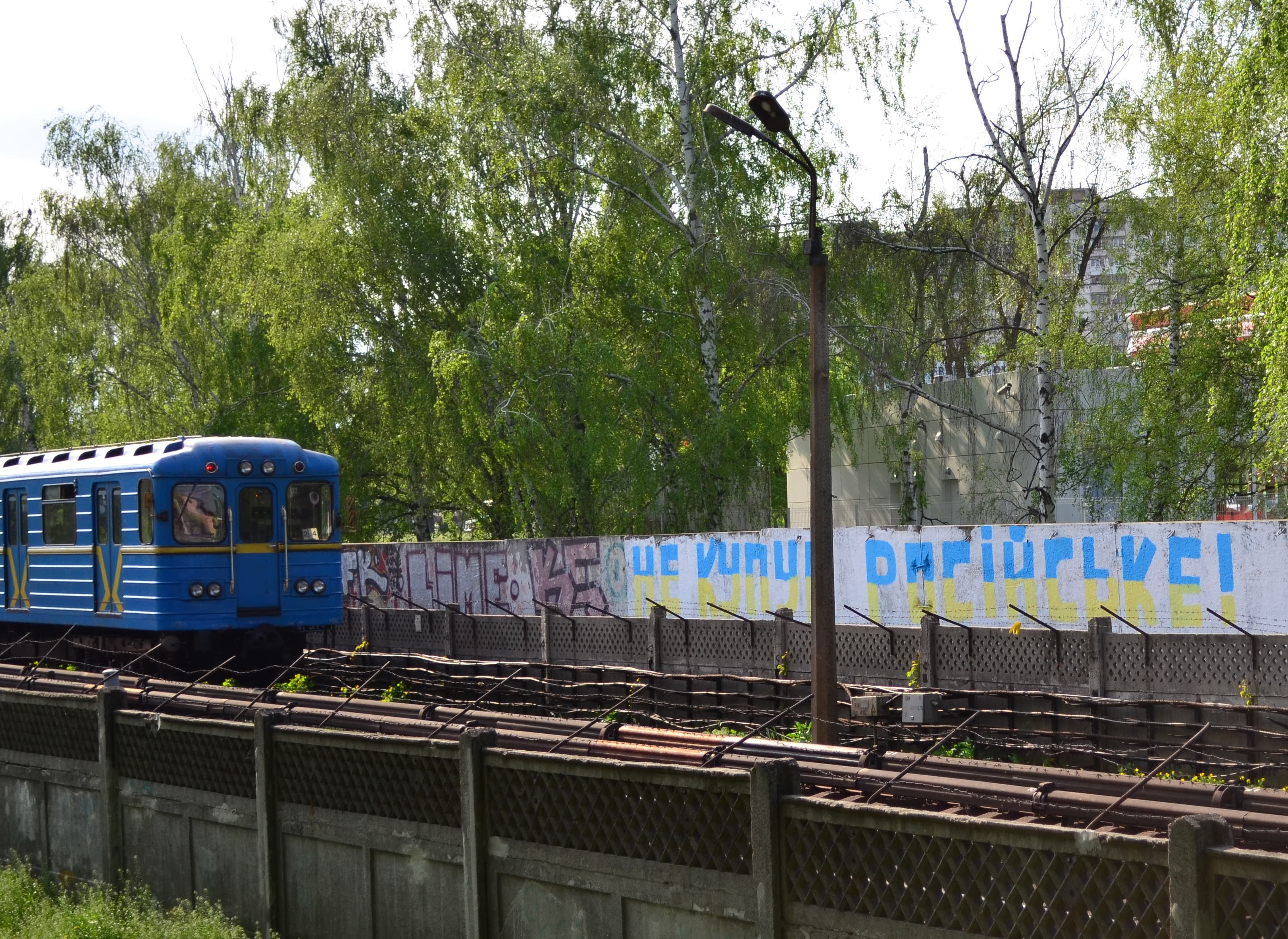
Графіті з написом назви кампанії «Не купуй російське!» у Києві

На початку березня 2014 року в Івано-Франківську місцеві магазини масово відмовляються продавати російські товари. Пізніше про бойкот російських товарів оголосили супермаркети у Чернівцях, Рівному. Деякі магазини стали сприяти ідентифікації походження товарів через цінники.
25 березня 2014 року у Києві активісти біля станцій метро, де щоранку роздають безкоштовну газету «Вести», пікетували роздачі. Активісти через плакати та рупори пояснювали перехожим, що в газеті публікують російську пропаганду, а власником медіа є кум Володимира Путіна Віктор Медведчук. 27 червня відбулася велика акція під офісом газети «Вести».

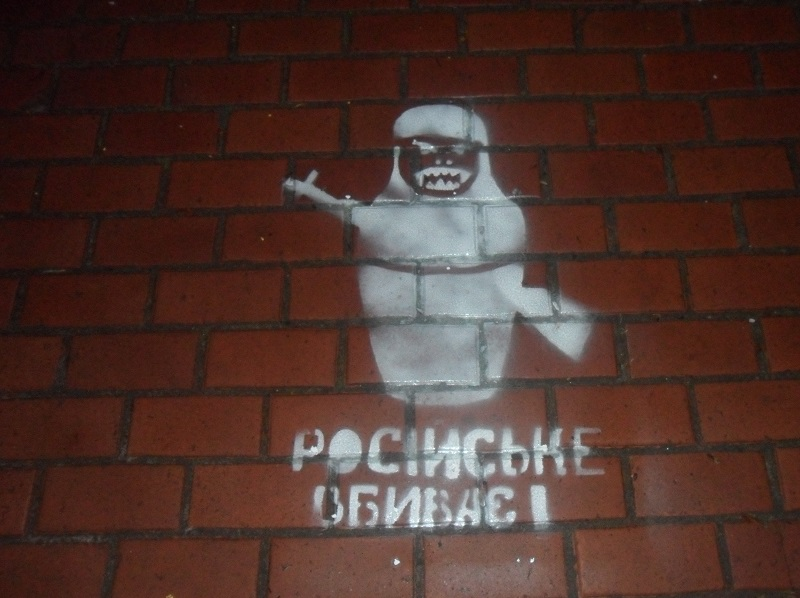
Графіті із зображенням озброєної зубатої матрьошки та написом «російське вбиває» у Львові

З кінця березня 2014 року активісти провели або проводять розмалювання балонами із закликами бойкоту російських товарів. Розмалювання відбулися або відбуваються у Дніпропетровську, Києві, Львові, Миколаєві, Олександрії, Полтаві та Херсоні. Також активісти проводять інші розмалювання на тему бойкоту.
У кінці березня 2014 року ще не запущена на той момент українська соціальна мережа WEUA закликала до бойкоту російських соціальних мереж «Однокласники» та «Вконтакте». Пізніше цю ідею також почали підтримувати різні ініціативи.
Громадськість та організатори концертів в Україні бойкотують та/або скасовують концерти за участю російських артистів, які підписали скандально відомий лист на підтримку дій президента Росії Володимира Путіна в Україні. Бойкотування таких діячів культури відбувалося і за кордоном. Також активісти акціями та іншими способами закликають бойкотувати українських виконавців, відвідують з концертами Крим та Російську Федерацію, а також за інші вчинки, які вважають антиукраїнськими. До них відносять Ані Лорак, Святослава Вакарчука, Таїсію Повалій, Віру Брежнєву, Світлану Лободу, Ганну Сєдокову, Потапа та Настю Каменських, Софію Ротару. Після побиття активістів 3 серпня 2014 року в Одесі, які намагалися зірвати концерт Ані Лорак, львівська ініціатива «Економічний бойкот» пообіцяла, що не дасть співачці більше виступати в Україні.
8 червня 2014 року на Майдані Незалежності під час віче закликали бойкотувати товари Російської Федерації.
Громадські організації, що проводять «Форум видавців» у Львові у 2014 році назвали присутність російських видавців на форумі небажаною, та заявили, що їх на форумі не буде.
У соціальній мережі ВКонтакті був запущений флешмоб «Бойкот Вконтакті». Користувачі за принципом флешмобу об'єднуються і разом покидають цю російську соцмережу.

### Бойкот у 2015 році
2 січня на Софійській площі у Києві активісти «Відсічі» пікетували продаж чаю «Ліптон», аргументуючи це тим, що на полицях у магазинах більшість чаю цієї марки досі російського виробництва.
В перших числах січня у Запоріжжі активісти провели самовільне маркування товарів російського виробництва.
25 січня у ТРЦ «Караван», що на Борщагівці в Києві, активісти «Відсічі» провели театралізовану акцію із застосуванням акторів-ватників.
У кінці січня львівська торговельна мережа «Рукавичка» заявила про принципову повну відмову від продажів російських товарів із 1 лютого 2015 року.
У березні 2015 року український музичний гурт «Kozak System» презентував кліп із назвою «Нахуй маніфест». Ним співаки висловили ставлення до російських окупантів і по-своєму закликали бойкотувати російське. У кліпі використали символіку кампанії «Не купуй російське!»
У червні 2015 року у Львові активісти місцевого руху з бойкоту російського протестували проти проведення фестивалю Alfa Jazz Fest. Вони провели театралізовану акцію-ходу, акцентуючи на тому, що фестиваль фінансує Альфа Банк.
19 серпня 2015 року активісти руху «Відсіч» пригрозили розпочати кампанію бойкоту фірми «Нестле». Сталося це під час акції біля офісу корпорації в Києві. Приводом для протесту став випадок дискримінації, на думку активістів, україномовної журналістки, яку не взяли на роботу через вимоги «Nesquik» щодо мови. Активісти також зауважили, що в Україні досі реалізовують продукцію «Нестле», вироблену в Росії. У вересні в Києві проти такої продукції відбулися флешмоби «Російське вбиває!»

### Бойкот у 2016 році
12 січня 2016 року у Львові активісти розпочали блокаду підприємства Мегаполіс-Україна, яке перебуває у російській власності.
1 лютого 2016 року у Львові символічно поховали російський Альфа-банк.
5 лютого 2016 року в центрі Києва відбулись падучі флешмоби «Російське вбиває!»
6 лютого 2016 року у Дніпропетровську, Києві, Львові, Одесі, Полтаві, Харкові, Чернігові відбулись протестні акції проти російського бізнесу в Україні.

### Бойкот у 2017 році
8 липня 2017 року в Києві активісти Громадянського руху «Відсіч» пікетували відкриття нового російського магазину одягу «Gloria Jeans» у ТРЦ «ArtMall», продукцію якого, за інформацією ЗМІ, виробляють в окупованому Луганську. Після цього, 13 липня, Служба безпеки України заявила про перевірку торговельно-виробничої мережі компанії та підтвердила, що продукція виробляється на тимчасово окупованих територіях зі сплатою податків до бюджету псевдореспублік. Правоохоронці повідомили про відкриття кримінального провадження. 15 липня активісти спробували здійснити пікетування іншого нового магазину «Gloria Jeans» — у ТРЦ «SkyMall». Однак провести акцію їм завадили охоронці, які напали на активістів і побили їх. 17 липня у Львові активісти пікетували магазин «Gloria Jeans» у ТЦ «Victoria». 22 липня активісти «Відсічі» знову пікетували магазин у київському ТРЦ «SkyMall», де провели театралізовану акцію.

## Бойкот на рівні державної влади України
26 липня 2014 року Служба безпеки України закликала українців бойкотувати російські соціальні мережі та інтернет-ресурси. Відомство аргументувало це тим що з 1 серпня в Росії вступає в дію закон який надає повне право на отримання Федеральній службі безпеки РФ практично всіх особистих даних користувачів інтернет-ресурсів, зареєстрованих у РФ. Таким чином ФСБ на законодавчому рівні отримує повне право втручатися в особисте життя не тільки громадян Росії, а й іноземців які користуються російськими ресурсами.
9 вересня 2014 року міністр аграрної політики та продовольства України Ігор Швайка заявив, що Кабінет Міністрів України готує перелік товарів, які буде заборонено імпортувати з Росії.
У жовтні 2014 року Верховна Рада України робить невдалу спробу законодавчо заборонити показ в Україні фільмів, які возвеличують російські силові структури. Того ж місяця Держкіно забороняє для показу в Україні низку відповідних російських серіалів, а також закликає до бойкоту російських діячів культури, які відзначились антиукраїнськими вчинками та висловлюваннями. На початку 2015 року народні депутати ухвалюють закон у першому та другому читаннях, завдяки якому фільми із популяризацією, агітацією та пропагандою російських силовиків мають бути заборонені в Україні. Завдяки поправкам, внесеним у другому читанні, Верховна Рада забороняє в Україні всі російські фільми, зняті із серпня 1991 року.
16 вересня 2015 року стало відомо, що Президент України Петро Порошенко своїм указом ввів у дію рішення Ради національної безпеки й оборони України про застосування персональних санкцій. Під їхню дію підпали 105 юридичних і 388 фізичних осіб із Росії та України, серед яких транспортні та промислові компанії, банки, телеканали, радикальні угрупування, сепаратисти, терористи і їхні спільники, прихильники війни проти України тощо.
У кінці 2015 року Кабінет Міністрів України затвердив дві постанови про вжиття контрсанкцій проти Російської Федерації у разі введення нею обмежувальних заходів щодо українських товарів і тимчасове зупинення зони вільної торгівлі між країнами з 1 січня 2016 року. Відповідно до документа, режим найбільшого сприяння для російських товарів скасовують, а торговельне ембарго на ввезення російських товарів запланували ввести з 10 січня 2016 року.
15 травня 2017 року указом Президента України було введене в дію рішення РНБО щодо запровадження додаткових санкцій України щодо Росії. Згідно з указом, зокрема, у ході введення в дію рішення були заблоковані низка російських сайтів інтернет-компаній на території України: ВКонтакті, Однокласники, «Mail.ru», «Яндекс», «Лабораторія Касперського», «Dr.Web», офіційного дистриб'ютора «1С»  тощо.
Кабінет міністрів України розширив перелік товарів з Російської Федерації, на поставку яких введено ембарго, включивши в нього банки для консервування, пляшки, скляні місткості для харчових продуктів та напоїв.

## Поширення бойкоту за кордоном
З березня 2014 року стало відомо про заходи із бойкоту російського, які почали відбуватися за межами України. Зокрема, вже 4 березня з'явилась інформація про поширення бойкоту на Білорусь, Латвію, Литву, Естонію, Польщу, Молдову та Грузію.
У Польщі у соцмережах поширюються заклики бойкотувати російську мережу АЗС «Лукойл». Поляки наголошують, що організували бойкот на знак протесту проти російської агресії. Пізніше до акції долучились литовці, чехи та американці.
У травні 2014 року Світовий Конґрес Українців закликав до всесвітнього бойкоту товарів, вироблених у Росії, у відповідь на зухвалу агресію Росії проти України. «…СКУ закликає до всесвітнього бойкоту товарів, вироблених у Росії, аж поки Росія не буде поважати суверенітет, незалежність та територіальну цілісність України згідно з Будапештським Меморандумом про гарантії безпеки 1994 р.» — йдеться у повідомленні організації.
Власники 200 нью-йоркських ресторанів оголосили бойкот російській горілці через агресію Росії проти України. Вони показово вилили горілку.
Кампанію бойкоту російських товарів підхопила Молдова.
Про випадки агітації за бойкот російських товарів, компаній, банків тощо стало відомо також в Австрії, Ізраїлі та Італії.
У квітні 2015 року влада Казахстану почала масове вилучення з прилавків торгових мереж російських продовольчих товарів.

## Інформаційні матеріали

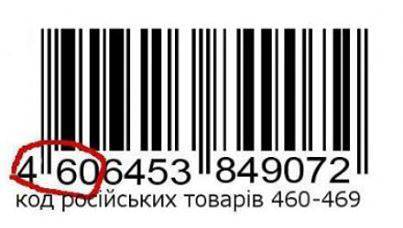
Товари, промарковані штрихкодом який починається з цифр «46», вироблені в Російській Федерації

### Посібник учасника бойкоту російських товарів
14 жовтня 2013 року активісти Відсічі опублікували «Посібник учасника бойкоту російських товарів», в якому згрупували та представили за марками та видами близько 1500 товарів російського виробництва. Активісти заявляють, що це далеко не повний список товарів російського виробництва.

### Мобільні додатки
Наприкінці березня з'явився додаток для пристроїв на базі Android, який сканує штрих-коди товарів і порівнює їх із базою даних. Таким чином виявляються і товари з російським штрих-кодом, і товари, які «мімікрують» під неросійські. Додаток внаслідок великої кількості завантажень потрапив до топу новинок Google Play.
У кінці 2014 року група львівських програмістів розробила додаток «Boycott Scanner», що дозволяє сканувати та розпізнавати товари на предмет їхнього російського походження не за штрих-кодом, а за логотипом марки. Особливістю додатку є те, що він не потребує постійного доступу до мережі.

## Результати
За даними досліджень станом на червень 2014 року, Україна посиленими темпами скорочувала свою торговельну залежність з Росією і натомість налагоджувала експорт до країн ЄС.

### Ставлення та участь у бойкоті громадян
Згідно з інтернет-дослідженням TNS в Україні, в березні-квітні 2014 року 52 % українців позитивно або радше позитивно ставились до бойкоту російських товарів. За даними дослідження, 39 % опитаних українців брали участь у бойкоті. За результатами подальшого опитування компанії, з липня до серпня 2014 року підтримка бойкоту російських товарів зросла з 52 % до 57 %. Кількість тих, хто особисто бойкотував російські товари, зросла з 40 % до 46 %. За даними, озвученими ТСН у вересні 2014 року, до бойкоту російських товарів приєдналися 50 % українців.
У березні 2015 року TNS провела чергове соціологічне дослідження в Україні, відповідно до якого 58 % українців позитивно ставляться до бойкоту російських товарів, а особисто беруть участь у бойкоті 45 % опитаних. Експерти відзначили, що індекс оцінки бойкоту російських товарів у березні значно зріс у порівнянні з даними грудня 2014 року, він наближається до пікового показника серпня 2014 року.

### Погіршення ідентифікації російських товарів
У квітні 2014 року з'явились повідомлення про те, що російські виробники через асоціацію GS1 змінюють штрих-коди з російських на штрих-коди інших країн. Окрім того, виявлені факти протиправного маскування російських товарів у деяких українських супермаркетах. Торговельні мережі в Україні також й іншими способами намагаються приховати російське походження товарів.

### Збитки російського бізнесу
Імпорт російських товарів в Україну у січні—лютому 2014 року скоротився на $700—800 млн, у порівнянні з аналогічним періодом 2013 року, через їхній бойкот українцями. Про це заявив аналітик міжнародної фінансової компанії «Альпарі» Олександр Михайленко.
За даними експертів, російський бізнес в Україні внаслідок бойкоту потерпає від збитків.
Станом на середину травня 2014 року відомо, що українські супермаркети стали масово відмовлятися від закупівель російських товарів, постачання з Росії впали на третину.
За даними ТСН, озвученими у вересні 2014 року, харчова промисловість Росії за пів року втратила $ 100 млн. Причиною збитків назвали бойкот українцями російських товарів.
За інформацією російських ЗМІ, 20 жовтня 2014 року на закритій нараді у прем'єр-міністра Росії Дмитра Медведєва за участю представників найбільших банків повідомили про значні збитки російських банків, діяльність яких пов'язана з Україною. Мова йшла про те, що сумарна кількість збитків банків, бізнес яких пов'язаний з Україною, які видавали кредити українським позичальникам зі свого балансу або балансу українських дочірніх компаній, складає $ 25 млрд. Однак, за словами одного зі співрозмовників, це є «максимально обережною» або «консервативною» оцінкою втрат. Реалістична оцінка — $12,5 млрд.
За даними директора української Асоціації постачальників торговельних мереж Олексія Дорошенка, російські компанії втратили за 2014 рік $ 1 млрд через бойкотування українцями виготовлених у Росії товарів. За його прогнозами, у 2015 році збитки для російських виробників збільшаться ще на $1 млрд. У вересні 2015 року ці прогнози підтвердились, констатували в асоціації, — збитки становили $ 2 млрд.
Бойкот російських товарів в Україні дозволив розвинутись українським компаніям, які зайняли ті сегменти ринку, які змушені були полишити аналогічні компанії. Наприклад, у сегменті побутової техніки, після початку бойкоту значно знизились продажі продукції російських компаній Vitek, Scarlett та Polaris, що дало поштовх розвитку українських компаній Mirta, Greta, Saturn та Pyramida.

### Зменшення показників щодо російських товарів в Україні
| Дата повідомлення | Зміна показників  | Період зміни                                | Опис | Посилання       |
| ----------------- | ----------------- | ------------------------------------------- | --- | --------------- |
| 26.03.2014        | ▼ 40 %            | останні два тижні                           | За даними ТСН, обсяги продажів російських товарів в Україні скоротилися майже на 40 %. Підтвердили це також у Європейській бізнес-асоціації, зауваживши, що російські виробники відчувають економічні наслідки бойкоту.                                                                | [ 455 ] [ 456 ] |
| 05.05.2014        | ▼ у кілька разів  | з початку 2014 року                         | Про зменшення обсягів продажів російських товарів у кілька разів повідомив директор Української асоціації постачальників торговельних мереж Олексій Дорошенко. | [ 457 ]         |
| 07.05.2014        | ▼ 70 %            |                                             | Продажі російського одягу зменшились на 70 %, відповідні російські магазини закрились, про що повідомив власник одного з магазинів одягу Андрій Сєдих. | [ 457 ]         |
| 13.05.2014        | ▼ на третину      | 2013—2014 роки                              | За даними порівняння рейтингів переглядів серіалів з Росії в Україні у 2013 році (за вибіркою GfK) з даними за 2014 рік (за вибіркою Nielsen), рейтинги сумарно впали на третину. | [ 460 ]         |
| 18.05.2014        | ▼ 35—50 %         |                                             | Повідомили про падіння продажів російських товарів у середньому на 35—50 %. | [ 461 ]         |
| 14.07.2014        | ▼ 50 %            | січень—травень 2014 року                    | За даними агентства Standard & Poor's Ratings Services, банки з російським капіталом в Україні втратили більш як 50 % депозитів. | [ 463 ]         |
| 28.07.2014        | ▼ у кілька разів  | перше півріччя 2014 року                    | Прибутки російських банків скоротилися в декілька разів. | [ 465 ]         |
| 04.12.2014        | ▼ 50 %            | січень—листопад 2014 року                   | Державна фіскальна служба України відзначає падіння імпорту товарів з Росії в Україну на 50 %. | [ 467 ]         |
| 06.02.2015        | ▼ спад триває     | лютий 2015 року                             | За даними телеканалу 112 Україна, бойкот російських товарів триває, попит на російську продукцію спадає. Журналісти також відмічають, що торговельні мережі ставлять вимоги постачальникам, аби товар був не із Росії. А реалізатори йдуть на хитрощі, аби продавати російські товари. | [ 469 ]         |
| 11.03.2015        | ▼ значне зниження | березень 2014 — березень 2015 років         | За даними провайдера телебачення та інтернету «Воля-кабель», за перший рік роботи онлайн-кінотеатру «Воля Сінема» значно знизилася кількість переглядів фільмів російського виробництва. Загалом частка переглядів російського кіно у кінотеатрі за останній рік склала 1,2 %.         | [ 471 ]         |
| 03.04.2015        | ▼ 43 %            | за 2014 рік                                 | Зі слів міністра економіки України Айвараса Абрамавічуса, торговельний оберт України з Росією за 2014 рік зменшився на 43 %. | [ 473 ]         |
| 12.05.2015        | ▼ скорочення      | станом на травень 2015 рік                  | Депозити в банках з російським капіталом скорочуються швидше, ніж у банківській системі України в цілому. Зі слів експерта Олександра Жолудя, так відбувається перш за все через те, що українці забирають з них депозити з політичних мотивів.                                        | [ 475 ] [ 476 ] |
| 15.05.2015        | ▼ 7,5 %           | I квартал 2014 року — I квартал 2015 року   | Частка Росії в зовнішньоторговельному обороті України впала до 13,5 % у першому кварталі 2015 року проти 21 % в першому кварталі 2014 року. | [ 478 ]         |
| 15.05.2015        | ▼ 36,5 %          | I квартал 2014 року — I квартал 2015 року   | Імпорт з Росії в Україну скоротився на 36,5 % ($ 5 млрд 188 млн) у порівнянні з першим кварталом 2014 року. | [ 478 ]         |
| 16.05.2015        | ▼ 44 %            | 2013—2014 роки                              | У 2014 році імпорт газу з Російської Федерації скоротився у порівнянні з 2013 роком на 44 % — до 14,5 млрд кубометрів, тоді як його постачання з ЄС зросли вдвічі — до 5,1 млрд кубометрів.                                                                                            | [ 481 ]         |
| 16.05.2015        | ▼ 65 %            | за 2014 рік                                 | Зі слів Арсенія Яценюка, раніше Україна брала 95 % газу в Росії. Минулий рік закінчився з показниками: 70 % газу йде з Європейського Союзу, 30 % — йде з Росії. | [ 482 ]         |
| 18.05.2015        | ▼ 63 %            | I квартал 2014 року — I квартал 2015 року   | За даними Державної служби статистики України, товарообіг України з Російською Федерацією за останній рік знизився на 63 %. | [ 484 ] [ 485 ] |
| 02.10.2015        | ▼ у 2,2 рази      | I півріччя 2014 року — I півріччя 2015 року | За даними Національного банку України, оборот зовнішньої торгівлі товарами та послугами України з Російською Федерацією в першому півріччі 2015 року в порівнянні з першим півріччям 2014 року скоротився в 2,2 рази — до $ 7,829 млрд.                                                | [ 486 ]         |

### Інші
14 липня 2014 року стало відомо про рішення російського банку ВТБ про припинення участі в дочірньому АТ «БМ Банк» (Україна). За повідомленням російських ЗМІ, у 2015 році «Банк Москви», яким володіє група ВТБ, планує продати свій український дочірній «БМ Банк» як нерентабельний. «В Україні ситуація непроста і це ускладнює якісь прогнози», — сказав президент-голова правління банку Михайло Кузовлев.
14 липня 2014 року стало відомо, що російський пошуковик Яндекс за перше півріччя 2014 року знизив частку на українському ринку з 38 % до 34 %, а продажі реклами за цей же період знизилися на 7 %.
У липні 2014 року стало відомо, що російська нафтова компанія «Лукойл» оголосила про продаж усіх своїх активів в Україні. Водночас деякі експерти вважають, що за нібито австрійським покупцем приховують російську структуру.
У серпні 2014 року міжнародна компанія Unilever оголосила про те, що переорієнтовує постачання в Україну чаю марки Lipton з Росії на Польщу.
У жовтні 2014 року ЗМІ з посиланням на джерела у компанії «МТС Україна» повідомили, що мобільний оператор шукає покупця на частину акцій компанії. Серед причин: у зв'язку з високими ризиками, яким піддається російський бізнес в Україні.
У грудні 2014 року після акцій протестів та флешмобів активісти «Відсічі» промоніторили трапезну «Академія» у Києво-Могилянській академії, після чого зробили висновок, що у закладі припинили продавати товари з Російської Федерації.

## Прогнози
У квітні 2014 року президент українського аналітичного центру Олександр Охріменко висловлював прогноз, що бойкот російського бензину завдасть суттєвих збитків економіці Росії.
За прогнозами економіста Андрія Новака, які той висловив у кінці 2014 року, якби в Україні заборонили російські товари, сукупна сума збитків для Росії могла би становити $ 5 млрд на українському ринку.

## Реакції

### Влади та органів самоврядування в Україні
У квітні 2014 року стало відомо, що Чернівецька міська рада ухвалила звернення до підприємців з проханням маркувати у своїх торгових мережах товари, виготовлені у Росії, відповідними написами. З такою пропозицією до депутатів звернулися активісти місцевого Євромайдану.
Голова Полтавської обласної державної адміністрації Віктор Бугайчук розпорядився запровадити спеціальне помітне маркування товарів російського походження позначкою «Товари з Російської Федерації» та їхнє розміщення на окремій полиці. Ухвалив рішення Департамент економічного розвитку облдержадміністрації. 27 червня схоже рішення ухвалила Івано-Франківська обласна рада. У липні обов'язкове маркування товарів (переважно — розміщенням російських прапорців поруч із цінниками або на товарах) та/або інші заходи ухвалили Луцька, Львівська, Тернопільська, Черкаська міські ради; Львівська та Сумська обласні державні адміністрації. У серпні відповідно маркувати російські товари рекомендували або розпорядилися в обов'язковому порядку Вінницька, Рівненська, Ужгородська та Чернівецька міські ради. У вересні — Дніпропетровська, Миколаївська, Фастівська міські ради та Тернопільська обласна рада. Також Херсонська міська рада запровадила маркування російських товарів наліпками із зображенням озброєної матрьошки. У жовтні спеціальне маркування російських товарів запровадила Київська міська рада. У грудні зобов'язала маркувати російські товари та розміщувати їх на окремих поличках Броварська міська рада.
У липні 2014 року з'явилась новина про те, що народні депутати підготували законопроєкт, згідно з яким в Україні має бути запроваджене обов'язкове помітне маркування товарів з інформацією про їхнє походження.
26 лютого 2015 року Рівненська міська рада заборонила реалізацію в місті товарів російського походження, чим фактично заборонила їхній продаж.
У березні 2015 року Постійна комісія Луцької міської ради з питань дотримання прав людини, законності, боротьби зі злочинністю, депутатської діяльності, етики та регламенту підтримала звернення ГО «Бойкот» «Про припинення реалізації товарів, робіт та послуг, що виробляються, надаються, виконуються суб'єктами господарювання Російської Федерації на території міста Луцька». 28 травня міськрада заборонила продаж товарів і послуг, які надають суб'єкти Російської Федерації.
31 березня 2016 року міськрада Чернівців заборонила використання в місті вивісок, оголошень, щитів, таблиць і дощок, в яких використовується слово або у словосполученні «Росія». 16 червня аналогічне рішення щодо використання в рекламі і на вивісках слів «Росія», «Російська Федерація», «Москва», а також перекладу цих слів винесли депутати Тернопільської міськради.
У листопаді 2016 року у Верховній Раді України ініціювали законодавче запровадження маркування товарів із країни-агресора, а також штрафування у випадку відмови маркувати такі товари.

### Бізнесу та громадськості
Протягом 2014 року деякі торговельні мережі України та російські виробники товарів, що діють на українському ринку, влаштовують різноманітні акції та вікторини. Вони пропонують покупцям різноманітні знижки, намагаючись таким чином сприяти розпродажу російських товарів.
У 2014 році деякі торговельні мережі Дніпропетровська (Дніпра), Івано-Франківська, Надвірнянського району та інших населених пунктів повністю відмовилися від продажу російських товарів.

## Критика
У березні 2014 року економіст Андрій Новак зробив заяву, про те що протягом березня бойкот товарів з Російської Федерації завдав збитків російській економіці не більше, ніж на кілька десятків мільйонів доларів. Більш ефективним ударом по економіці Росії, на його думку: "був би удар по болючому — «Газпрому».
Ідею бойкоту підтримала Fozzy Group (мережі супермакетів «Сільпо» та «Фора»). Натомість мережа гіпермаркетів «Ашан Україна» її не підтримала. Начальник відділу комунікації та сталого розвитку «Ашан» Констанція Борис зробила заяву, що не коментуватиме питання бойкоту російських товарів, оскільки її компанія є аполітичною. Мережа METRO Cash & Carry не підтримала бойкот, пояснивши це рішення аналогічними аргументами.
Андрій Длігач, генеральний директор групи компаній Advanter Group, закликав не забороняти російські, а купувати українські товари.
Російськомовний блогер Данило Ваховський заявив, що свідомо користується і користуватиметься саме російськими інтернет-сервісами, оскільки таким чином він підтримує «формування сприятливого середовища для підприємництва» в Росії, а це хоч і «не патріотично, але, підтримуючи підприємця рублем, ми даємо можливість розвиватися новим проєктам, які змінюють світ на краще». Як приклади таких нових проєктів блогер навів потужні й давно існуючі сайти Qiwi, Ostrovok та антивірус Kaspersky.

## Аналогії кампанії
Ідея суспільного бойкоту товарів ворожих країн у світі не нова. Її використовували або використовують євреї щодо Третього Рейху; палестинці щодо Ізраїлю; індійці, філіппінці, в'єтнамці щодо Китаю тощо. Українці застосовували таку тактику під час Другої світової війни проти польських товарів. З 2005 року в Україні існувала кампанія бойкоту російських товарів зі схожою назвою — «Пам'ятай про газ — не купуй російських товарів!» — активні дії якої були прямо пов'язані із російсько-українськими газовими конфліктами 2005–2006 та 2008–2009 років.